# Febró
Febró (oficialmente y en catalán La Febró) es un municipio español de la comarca catalana del Bajo Campo (Tarragona). Cuenta con una población de 36 habitantes (INE 2024).

## Historia
Aparece citada en 1153 dentro de la carta de población concedida a Ciurana de Tarragona. El nombre del municipio aparece ya en 1163 dentro del Llibre Blanc de Santes Creus. 
A partir de 1324 formó parte del condado de Prades. En 1327, el conde Ramón Berenguer I entregó a esta población junto a otras a su mujer, Blanca, como parte de la dote. Tiene alcalde propio desde 1406.
Durante la década de 1940 fue escenario de actividades de los maquis lo que provocó el abandono de numerosas masías del término municipal.

## Geografía humana

### Demografía
Cuenta con una población de 36 habitantes (INE 2024).
| Gráfica de evolución demográfica de Febró entre 1842 y 2021 |
| |
| Población de derecho según los censos de población del INE Población de hecho según los censos de población del INEEn estos censos se denominaba Febró: 1842, 1857, 1860, 1877, 1887, 1897, 1900, 1910, 1920, 1930, 1940, 1950, 1960, 1970 y 1981 |

### Economía
La principal actividad económica del municipio es la agricultura. Destacan los cultivos de viña, olivos, almendros y avellanos.

## Cultura
La Febró es un municipio muy pequeño, con pocas calles y casas: la iglesia parroquial está dedicada a San Esteban y carece de todo interés arquitectónico.
Cerca del pueblo se encontraron diversos restos arqueológicos pertenecientes a la Edad de Bronce; se han encontrado también algunos sepulcros del neolítico en forma de barca (sepulcros antropomorfos).
La Febró celebra su fiesta mayor el último fin de semana del mes de agosto.

### Patrimonio

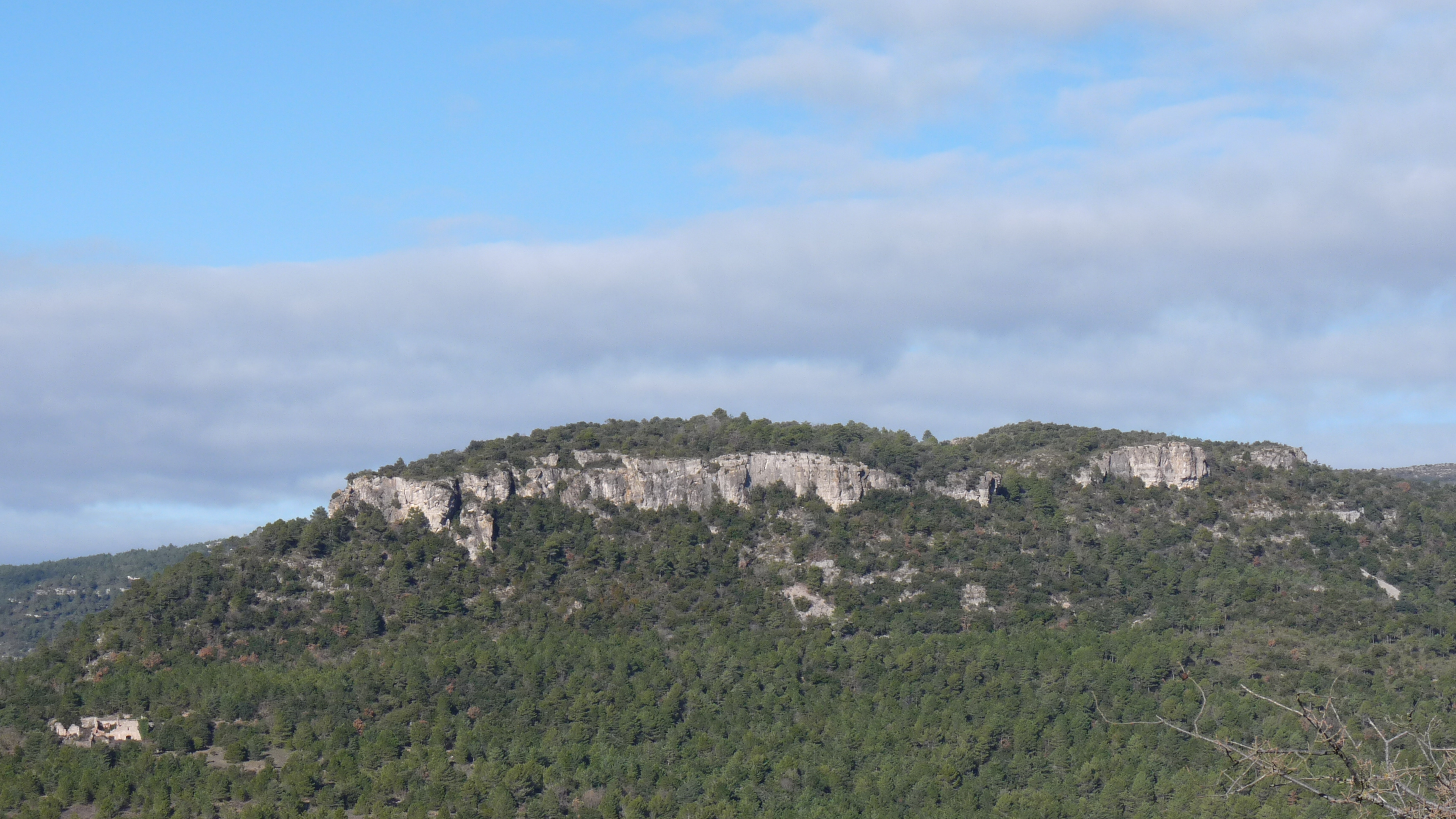
Montaña de la Mola de La Febró, en la serranía de Prades (Tarragona).

Las pozas o "Gorgs" de La Febró son un bonito conjunto de remansos y cascadas cerca de La Febró y de la carretera de Vilaplana a La Febró. Junto con las simas, son el lugar más conocido y visitado del pueblo. Se trata de un río, afluente del Siurana, cuyo fondo está formado por roca caliza, y a causa de la erosión de los saltos de agua, estos han formado unos charcos profundos muy característicos que en verano se convierten en un lugar ideal para tomar un buen baño, fresco y tonificante.
Su acceso es rápido y fácil. La manera más rápida de acceder a ellas es desde la carretera de Vilaplana a La Febró, a la altura del km 25, cerca del Mas dels Frares y solo se tienen que seguir las marcas rojas y blancas de un GR que, en este punto, cruza la carretera camino de Arbolí.
Los "Avencs" o Simas de La Febró están formadas por una grieta abierta en el riscal de La Mussara. Hay tres principales. La primera, la grieta Grande, es la más ancha y corta pero está aislada de las otras.
La que puede visitarse es la tercera y más alejada del risco, con una galería principal de casi 300 m de largo, unos 30 de fondo, y de 6 a 8 m de ancho. En su interior hay la cueva Grande, la cueva Pequeña y tres simas. La cueva Grande tiene un recorrido de 254 m y 39 de fondo y es una atractiva y fácil descubierta para introducirse en la exploración espeleológica. Esta grieta comunica con la segunda y con unos tramos laberínticos; todo el conjunto supera los 1800 m.
Para llegar a las simas desde el refugio de La Mussara salimos por el sendero estrecho que lleva a la carretera. Seguimos la carretera hacia la derecha por su margen derecho durante un par de minutos hasta el cruce con la carretera de Reus a La Febró. Cruzando la carretera y justo antes sube –en dirección norte– una pista ancha que pronto deja un depósito a la derecha y se convierte en un sendero más estrecho. Cuando haga 15 minutos que caminamos encontramos un cruce y un primer camino a la izquierda que llega hasta el llano de l’Agustenc. Si lo descartamos y continuamos por el sendero dirección norte, llegamos a otro cruce con una pista más ancha (el GR7) que a la izquierda nos lleva en diez minutos hasta el mencionado plano de l’Agustenc. Cogemos la pista de la derecha (señales de PRC 87), que empieza a bajar en dirección norte. Después de una doble curva muy marcada sale un camino con señales de PR en dirección norte, que en un agradable paseo entre el bosque, nos lleva directamente al acceso de la izquierda visitable de las simas de La Febró.
Masías singulares. A poniente del pueblo hay la antigua casería arruinada y abandonada de los Masos de Galceran, integrada por cinco masías, mencionadas ya el 1728. El más importante de los que restan es el más de los Frailes, una piedra del cual trae la fecha de 1762, aunque ya es mencionado el 1641. Se trata de una antigua masía de la cartuja de Scala Dei restaurada por Evarist Fàbregas, que fue integrada al campamento militar de Los Castillejos, inaugurado el 1950 y cerrado el 2001, entre las tierras de Arbolí, la Mussara (municipio de Vilaplana) y La Febró.